# まいにち中国語
『まいにち中国語』（まいにちちゅうごくご）は、NHKラジオ第2放送で放送されている、NHK語学番組のひとつ。
NHKラジオでは中国語講座を現在『まいにち中国語』『ステップアップ中国語』の2種類放送しており、『まいにち中国語』は主に入門レベルを対象としている。「中国語講座」の後継番組として2008年度から放送が開始した。2009年度から2011年度までは週の前半が入門編、後半が応用編という構成だった。2012年度から応用編が『レベルアップ中国語』（『ステップアップ中国語』の前身）として分離し、『まいにち中国語』は月曜から金曜まで入門レベルを学習する現在の形となった。
2024年度からは、2025年度に予定されているラジオ第2放送廃止に向けた検証実験の一環として、NHK-FM放送でも当講座の当日（実際には前日）生放送分の再放送を24:30-24:45（翌0:30-0:45）に行うことになった。

## 放送時間
月 - 金
午前8時15分 - 午前8時30分
午後10時15分 - 午後10時30分（再放送）
日
午前11時00分 - 午後12時15分（再放送、5本まとめて）
スマートフォンのアプリケーションの『NHKゴガク 語学講座』でも聞くことができる。

## 放送内容・講師

### 2008年度
- 荒川清秀（2008年4月 - 9月）
  - 基礎を固める6か月
    - 出演：呉志剛、容文育
- 小野秀樹（2008年10月 - 2009年3月）
  - ちがいのわかる6か月!
    - 出演：許硯輝、黄鶴

### 2009年度
- 郭春貴（2009年4月 - 9月）
  - 楽しい会話入門
    - 出演：盧思、許硯輝
- 遠藤光暁（2009年10月 - 2010年3月、月 - 木） （2004年4月 - 9月の再構成）
  - エチュードで学ぼう
    - 出演：沈宝慶、容文育
- 楊凱栄（2009年10月 - 2010年3月、金）（2004年4月 - 6月の再構成）
  - すぐに使える基本文法
    - 出演：張艶、蒋文明

#### アンコールまいにち中国語
- 小野秀樹（2009年4月 - 9月、2009年10月 - 2010年3月）（2008年10月 - 2009年3月の再放送）
  - ちがいのわかる6か月!
    - 出演：許硯輝、黄鶴

### 2010年度
- 三宅登之（2010年4月 - 9月、月 - 水）
  - どんどん話せる基本表現
    - 出演：于躍、解明明
- 陳淑梅（2010年4月 - 9月、木・金）
  - わかる使える!お悩み解決クリニック
    - 出演：張維納、斉中凌
- 宮岸雄介（2010年10月 - 2011年3月、月 - 水）
  - これでわかる!初めての中国語
    - 出演：殷秋瑞、李洵
- 水野衛子（2010年10月 - 2011年3月、木・金）
  - 映画で身につく!応用会話
    - 出演：秦朝、向軒

#### アンコールまいにち中国語
- 荒川清秀（2010年4月 - 9月）（2008年4月 - 9月の再放送）
  - 基礎を固める6か月
    - 出演：呉志剛、容文育
- 郭春貴（2010年10月 - 2011年3月）（2009年4月 - 9月の再放送）
  - 楽しい会話入門
    - 出演：盧思、許硯輝

### 2011年度
- 楊光俊（2011年4月 - 9月、月 - 水）
  - おもてなしの中国語入門
    - 出演：呉志剛、王英輝
- 杉田俊明（2011年4月 - 9月、木・金）
  - 即戦力のビジネス中国語
    - 出演：張艶、李軼倫
- 高木美鳥（2011年10月 - 2012年3月、月 - 水）
  - 実践エクササイズで学ぶ中国語 高橋さんの北京駐在ライフ
    - 出演：胡興智、容文育
- 丸尾誠（2011年10月 - 2012年3月、木・金）
  - 表現力を鍛えよう! 目指せ 補語の達人
    - 出演：李軼倫、李茜

#### アンコールまいにち中国語
- 三宅登之（2011年4月 - 9月、月 - 水）（2010年4月 - 9月の再放送）
  - どんどん話せる基本表現
    - 出演：于躍、解明明
- 水野衛子（2011年4月 - 9月、木・金）（2010年10月 - 2011年3月の再放送）
  - 映画で身につく!応用会話
    - 出演：秦朝、向軒
- 宮岸雄介（2011年10月 - 2012年3月、月 - 水）（2010年10月 - 2011年3月の再放送）
  - これでわかる!初めての中国語
    - 出演：殷秋瑞、李洵
- 陳淑梅（2011年10月 - 2012年3月、木・金）（2010年4月 - 9月の再放送）
  - わかる使える!お悩み解決クリニック
    - 出演：張維納、斉中凌

### 2012年度
- 平山邦彦（2012年4月 - 6月）
  - 語順で覚えよう!ワンフレーズ中国語
    - 出演：テキ啓麗、于躍
- 遠藤雅裕（2012年7月 - 9月）
  - 使える 広がる 中国語
    - 出演：呉志剛、于立新
- 楊光俊（2012年10月 - 2013年1月）（2011年4月 - 9月の再放送）
  - おもてなしの中国語入門
- 高木美鳥（2013年1月 - 3月）（2011年10月 - 2012年3月の再放送）
  - 実践エクササイズで学ぶ中国語 高橋さんの北京駐在ライフ

### 2013年度
- 三宅登之（東京外国語大学教授）（2013年4月 - 9月）
  - めざせ!発信型の中国語
    - 出演：李軼倫、劉セイラ
- 平山邦彦（拓殖大学准教授）（2013年10月 - 12月）（2012年4月 - 6月の再放送）
  - 語順で覚えよう!ワンフレーズ中国語
- 遠藤雅裕（2014年1月 - 3月）（2012年7月 - 9月の再放送）
  - 使える 広がる 中国語

### 2014年度
- 小野秀樹（2013年4月 - 9月）
  - すぐに使える中国語
    - 出演：李佳梁、王英輝
- 三宅登之（2014年10月 - 2015年3月）（2013年4月 - 9月の再放送）
  - めざせ!発信型の中国語

### 2015年度
- 豊嶋裕子（2015年4月 - 9月）
  - 大陸くんの留学日記
    - 出演：李軼倫、李茜
- 小野秀樹（2015年10月 - 2016年3月)（2014年4 - 9月の再放送）
  - すぐに使える中国語

### 2016年度
- 陳淑梅（2016年4月 - 2016年9月)
  - ゼロから学ぶ! “おもてなし” 中国語
    - 出演：呉志剛、盧思
- 豊嶋裕子（2016年10月 - 2017年3月）（2015年4 - 9月の再放送）
  - 大陸くんの留学日記

### 2017年度
- 高木美鳥（2017年4月 - 2017年9月)
  - 聞いて話す! 耳から覚える中国語
    - 出演：斉中凌、リ・テイ
- 陳淑梅（2017年10月 - 2018年3月)（2016年4月 - 9月の再放送）
  - ゼロから学ぶ! “おもてなし” 中国語

### 2018年度
- 李軼倫（2018年4月 - 2018年9月)
  - ゆったりと しっかり学ぶ中国語
    - 出演：徐捷、姜海寧
- 高木美鳥（2018年10月 - 2019年3月)（2017年4月 - 9月の再放送）
  - 聞いて話す! 耳から覚える中国語

### 2019年度
- 南雲大悟（2019年4月 - 2019年9月)
  - 口と耳で “イメトレ”!
    - 出演：胡興智、李洵

- 李軼倫（2019年10月 - 2020年3月)（2018年4月 - 9月の再放送）
  - ゆったりと しっかり学ぶ中国語

### 2020年度
- 佐々木勲人（2020年4月 - 2021年3月）（新型コロナウイルスの影響により、2020年7月 - 9月は2020年4月 - 6月、2021年1月 - 3月は2020年10月 - 12月のアンコール放送となった。）
  - 使える、伝わる中国語
    - 出演：王暁音、劉鍾健雲

### 2021年度
- 丸尾誠（2021年4月 - 2022年3月）（2021年4月 - 9月は本放送、2021年10月 - 2022年3月は再放送。再放送の金曜日は、お悩みバスターズのコーナーを放送。）
  - 楽しく! 本気で中国語!
    - MC(ネイティブゲスト)：劉鍾德、劉セイラ

### 2022年度
- 小金井京子（2022年4月 - 2023年3月）（2022年4月 - 9月は本放送、2022年10月 - 2023年3月は再放送。再放送の金曜日は、お悩みバスターズのコーナーを放送。）
  - 言いたいことから中国語
    - MC(ネイティブゲスト)：劉セイラ、梁源

### 2023年度
- 加藤徹（2023年4月 - 2024年3月）（2023年4月 - 9月は本放送、2023年10月 - 2024年3月は再放送。再放送の金曜日は、お悩みバスターズのコーナーを放送。）
  - ドラマも楽しいのに身につく
    - MC(ネイティブゲスト)：李焱、梁源
    - 声の出演(ドラマスキット部分)：礒野佑子、蘭笛、梁源、張春祥、段文凝、文曄星、肖澤栄、李焱

### 2024年度
- 西香織（2024年4月 - 2024年9月）
  - おとなりさんと中国語で話そう
    - MC(ネイティブゲスト)：胡興智、劉セイラ
- 南雲大悟（2024年10月 - 2025年3月）（2019年4月 - 9月の再放送）
  - 口と耳で “イメトレ”!

### 2025年度
- 高木美鳥（2025年4月 - 2025年9月）
  - 言いたいことを「完コピ」しよう!
    - MC(ネイティブゲスト)：劉セイラ、呉志剛
- 西香織（2025年10月 - 2026年3月）（2024年4月 - 9月の再放送）
  - おとなりさんと中国語で話そう